# Nguyễn Hữu An
Nguyễn Hữu An (Ninh Bình, 1º ottobre 1926 – Hanoi, 9 aprile 1995) è stato un generale vietnamita.

## Biografia
È nato nel comune di Truong Yen del Hoa Lư di Ninh Bình.
Ha aderito all'Esercito Popolare Vietnamita nel 1945, nella Guerra d'Indocina ha preso parte in diverse battaglie decisive, ha partecipato alla battaglia del passo di Bong Lau e di Lung Phay nel 1949.
L'anno successivo ha partecipato alla battaglia della route coloniale 4, è stato comandante del Battaglione 251 e di un battaglione del Reggimento 174 durante la Battaglia di Đông Khê. Successivamente ha tenuto il titolo di comandante di diversi battaglioni, è stato vicecomandante di un reggimento partecipando a diverse azioni a Binh Lieu, a Vinh Phuc e a Moc Chau.
Durante la Battaglia di Dien Bien Phu ha comandato il Reggimento 174 e la 316ª Divisione, per tre volte ha attaccato la collina A1 (Éliane 2). Il 7 maggio 1954 il Reggimento 174 riuscì finalmente a sopraffare le difese francesi sulla collina in una delle ultime azioni della battaglia.
Durante la Guerra del Vietnam, ha comandato le forze nordvietnamite durante la Battaglia di Ia Drang, e nel 1974 è stato promosso a Maggiore generale.
Durante la Campagna di Ho Chi Minh, è stato comandante del 2º Corpo d'Armata ("Huong Giang"), sotto il suo comando il corpo ha conquistato Huè e Đà Nẵng, con la collaborazione delle forze armate della 5ª regione ha sconfitto 100 000 forze regolari dell'Esercito della Repubblica del Vietnam in 3 giorni a Đà Nẵng.
Ha comandato in seguito l'intero 2º Corpo d'Armata durante la marcia di 1000 km per combattere durante la Campagna di Ho Chi Minh e in seguito aver distrutto le forze sudvietnamite sulla linea difensiva Phan Rang.
Nell'ultima e decisiva battaglia per conquistare Saigon, il 2º corpo è stato parte di 5 divisioni che hanno circondato Saigon, e piantato la bandiera rossa sul tetto del Palazzo dell'Indipendenza alle 11:30 del 30 aprile 1975.
Dopo la fine della guerra del vietnam, ha continuato a servire nell'Esercito Popolare Vietnamita e ha raggiunto il grado di Tenente generale nel 1980, dopo sei anni ha raggiunto il grado di Colonnello generale, e ha tenuto incarichi chiave dell'esercito popolare come assistente ispettore delle forze armate popolari. È stato vicecapo dello staff generale e comandante attivo della 2ª regione dal 1984 al 1987, direttore dell'accademia dell'esercito dal 1988 al 1991 e direttore dell'accademia della difesa nazionale dal 1991 al 1995.
È morto nel 1995 all'età di 68 anni.
È stato soprannominato "generale delle battaglie" dal famoso generale Võ Nguyên Giáp ed è stato interpretato dall'attore Đơn Dương nel film del 2002 We Were Soldiers.